# Aerenicopsis perforata
Aerenicopsis perforata là một loài bọ cánh cứng trong họ Cerambycidae.